# Stefania Mosca

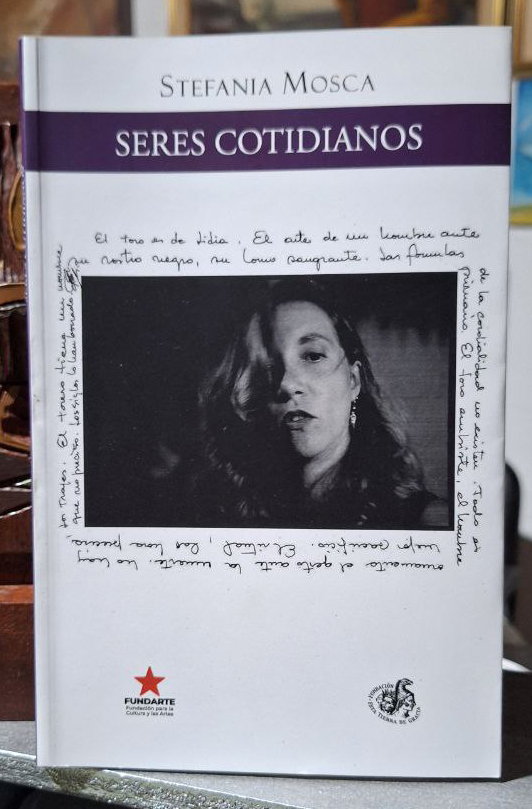
Stefania Mosca

Stefania Mosca (Caracas, 1957 - 24 de marzo de 2009) fue una escritora venezolana. Su obra abordó el ensayo, la crónica, el cuento y la novela.

## Biografía
Fue presidenta de la Fundación Biblioteca Ayacucho, asistente de producción editorial de Monte Ávila Editores y de la Academia Nacional de la Historia, directora de Desarrollo de Colecciones de la Biblioteca Nacional, asesora de ediciones de la Fundación Esta Tierra de Gracia, representante del área de narrativa en la Casa de Bello,  y Ministro Consejero de la Misión Permanente de Venezuela ante la Organización de Estados Americanos. 
Su escritura abordó el ensayo, la crónica, el cuento y la novela. Estudió letras en la Universidad Central de Venezuela (UCV). Realizó trabajos de postgrado becada en la Fundación de Estudios Internacionales Ortega y Gasset y el Instituto de Cooperación Iberoamericana en Toledo con Fernando Rodríguez La Fuente y Joaquín Rubio. Cursó la maestría en literatura latinoamericana de la Universidad Simón Bolívar (USB).
En su obra narrativa sentimos la fuerza y la manera de crear y abordar sus personajes desde una profunda crítica social, política, desentrañando los códigos del poder, ocultos en ciertas prácticas y culturas del hombre y la sociedad contemporánea. Y así es cómo surgen en su obra narrativa, tal como lo expresa Enrique Hernández de Jesús en una entrevista publicada en el libro de la autora  "la Memoria y el olvido" Fundarte (2024)  "estos frescos del poder y la corrupción, tema central de Mi pequeño mundo. El poder y el espectáculo son tema de El circo de Ferdinand, y el poder y la soledad tema de la próxima novela".
En esa misma entrevista ante la pregunta realizada por Hernández de Jesús: ¿Y cómo se llega a la voz propia? 
La autora respondió: "Es una experiencia de vida y es una aptitud. Por ejemplo, en Argentina todos son muy buenos escritores, todos son muy buenos narradores, en Colombia, en Venezuela; todos tenemos herramientas, pertenecemos a una tradición cultural en donde podemos expresarnos perfectamente dentro de los campos literarios. Sin embargo hay textos que sólo significan en nuestro tono, allí es donde debemos reincidir. Soy una lectora atenta, que vibra y se asombra ante la eficacia de tan pocas palabras. Las mismas palabras: ausencia, feérico, noche, ella, cuerpo, penumbra, ¿nostalgia o miedo? Escribir es una cosa que le ocurre a uno, como amar o morir".
Stefania Mosca También ejerció la docencia, en 1993, cuando formaba parte del Departamento de Humanidades de la Universidad Metropolitana, de Caracas.
En 2008 fue la autora homenajeada en la Feria Internacional del Libro de Venezuela.
Desde sus años de estudiante fue colaboradora de algunos periódicos venezolanos. Publicó textos en El Espectador de Colombia y La Jornada y El Universal de México, en las revistas Quimera, INTI y Gatopardo.
Falleció el martes 24 de marzo de 2009.
En 2010 la Alcaldía de Caracas a través de la Fundación para la Cultura y las Artes (Fundarte) abre la convocatoria para el Premio Nacional de Literatura Stefania Mosca.

## Obras publicadas
- Jorge Luis Borges: utopía y realidad (1984)
- La memoria y el olvido (1986)
- Seres cotidianos (1990)
- La última cena (1991)
- Banales (1993)
- Mi pequeño mundo (1996)
- Cuadernillo Nro. 69 (2001)
- Maternidad (2004)
- El suplicio de los tiempos
- El Circo de Ferdinand (2006)